# Harold Melvin & the Blue Notes
Harold Melvin & the Blue Notes was een Amerikaanse soul en r&b-groep uit Philadelphia, Pennsylvania, rond zanger Harold Melvin (Philadelphia, 25 juni 1939 – aldaar, 24 maart 1997).
De bezetting van Harold Melvin & the Blue Notes wijzigde in de loop der jaren verschillende malen. In de late jaren '60 trok Melvin de jonge drummer van de groep The Cadillacs, Teddy Pendergrass, aan als leadzanger. Hun grote doorbraak kwam toen ze begin jaren '70 een contract tekenden bij het label Philadelphia International Records van het duo Kenny Gamble en Leon Huff.
Harold Melvin & the Blue Notes hadden daarop internationale hits met ballads als "I Miss You" en "If You Don't Know Me by Now" (1972), met Pendergrass als leadzanger. Andere hits in de "Philly Sound" van de jaren zeventig waren "The Love I Lost" (1973), "Satisfaction Guaranteed" (1974) en "Don't Leave Me This Way" (1977).
Toen Pendergrass in 1976 Harold Melvin & the Blue Notes verliet om een solocarrière te beginnen, moest Melvin niet alleen op zoek naar een nieuwe zanger, maar ook naar een nieuw label; hij verving Pendergrass door David Ebo en ging naar ABC Records, maar kon nooit meer de vroegere successen evenaren. De groep bleef wel bestaan tot aan Melvins dood in 1997.

## Discografie

### Singles
| Single met eventuele hitnotering(en) in de Nederlandse Top 40 | Datum van verschijnen | Datum van binnenkomst | Hoogste positie | Aantal weken | Opmerkingen |
| ------------------------------------------------------------- | --------------------- | --------------------- | --------------- | ------------ | ----------- |
| If You Don't Know Me by Now                                   |                       | 03-03-1973            | 18              | 6            |             |
| The Love I Lost                                               |                       | 17-11-1973            | tip5            | -            |             |
| Satisfaction Guaranteed (Or Take Your Love Back)              |                       | 25-05-1974            | 24              | 5            |             |
| Where Are All My Friends                                      |                       | 21-12-1974            | tip19           | -            |             |
| Bad Luck                                                      |                       | 26-04-1975            | tip9            | -            |             |

| Single met hitnotering(en) in de Vlaamse Ultratop 50 | Datum van verschijnen | Datum van binnenkomst | Hoogste positie | Aantal weken | Opmerkingen |
| ---------------------------------------------------- | --------------------- | --------------------- | --------------- | ------------ | ----------- |
| Satisfaction Guaranteed (Or Take Your Love Back)     |                       | 15-06-1974            | 26              | 1            |             |
| Don't Leave Me This Way                              |                       | 05-03-1977            | 29              | 2            |             |

### NPO Radio 2 Top 2000
| Nummers met noteringen in de NPO Radio 2 Top 2000 | '99  |
| ------------------------------------------------- | ---- |
| Don't Leave Me This Way                           | 1898 |
| Satisfaction guaranteed                           | 1954 |

1. ↑  Een vetgedrukt getal geeft de hoogste notering van een nummer aan.
2. ↑  Deze tabel is bijgewerkt tot en met de laatste editie (2024).